# Atletisme als Jocs Olímpics d'estiu de 1908 - 110 metres tanques masculins
Els 110 metres tanques masculins va ser una de les proves disputades durant els Jocs Olímpics de Londres de 1908. La prova es va disputar en tres dies i hi van prendre part 25 atletes de 10 nacions diferents. La primera ronda es disputà el 23 de juliol, les semifinials el 24 de juliol i la final el 25 de juliol.

## Medallistes
| Or                     | Plata              | Bronze            |
| Forrest Smithson (USA) | John Garrels (USA) | Arthur Shaw (USA) |

## Rècords
Aquests eren els rècords del món i olímpic que hi havia abans de la celebració dels Jocs Olímpics de 1908.
| Rècord del Món | 15.0 (*) | Thaddeus Shideler | Saint Louis (USA) | 11 de juny de 1904   |
| Rècord Olímpic | 15.4     | Alvin Kraenzlein  | París (FRA)       | 14 de juliol de 1900 |

(*) No oficial, 120 iardes (= 109.73 m)
Forrest Smithson igualà el rècord olímpic de 15,4" en la seva semifinal. En la final ell mateix establí el primers rècord mundial oficial en aquesta prova amb un temps de 15.0 segons.

## Resultats

### Sèries
El vencedor de cada sèrie passa a semifinals, mentre els altres queden eliminats. Totes les sèries es van disputar el 23 de juliol de 1908. Els estatunidencs van guanyar totes les sèries en què prengueren part, mentre els britànics feren el mateix si no hi havia estatunidencs en les seves sèries.
Sèrie 1
Healey guanya per quatre iardes després de liderar la cursa des de la sortida.
| Posició | Nom                   | País        | Temps         |
| ------- | --------------------- | ----------- | ------------- |
| 1       | Alfred Healey         | Regne Unit  | 15.8 segons   |
| 2       | Henry St Aubyn Murray | Australàsia | (16.3 segons) |
| 3       | Doug Stupart          | Sud-àfrica  | desconegut    |

Sèrie 2
Garrels guanya per set iardes.
| Posició | Nom             | País         | Temps         |
| ------- | --------------- | ------------ | ------------- |
| 1       | John Garrels    | Estats Units | 16.2 segons   |
| 2       | Arthur Halligan | Regne Unit   | (17.1 segons) |

Sèrie 3
Groenings guanya per cinc iardes.
| Posició | Nom                  | País       | Temps         |
| ------- | -------------------- | ---------- | ------------- |
| 1       | Oswald Groenings     | Regne Unit | 16.4 segons   |
| 2       | Georgios Skoutarides | Grècia     | (17.0 segons) |

Sèrie 4
Kiely passa sense córrer en la primera ronda.
| Posició | Nom            | País       | Temps  |
| ------- | -------------- | ---------- | ------ |
| 1       | Laurence Kiely | Regne Unit | Lliura |

Sèrie 5
Rand i Powell lideren clarament la cursa, però Powell colpejà la novena tanca i alentí la cursa el suficient perquè Rand guanyés.
| Posició | Nom            | País         | Temps         |
| ------- | -------------- | ------------ | ------------- |
| 1       | William Rand   | Estats Units | 15.8 segons   |
| 2       | Kenneth Powell | Regne Unit   | (16.2 segons) |
| 3       | Frank Savage   | Canadà       | desconegut    |

Sèrie 6
Lemming cau durant la cursa, cosa que facilita la victòria de Walters.
| Posició | Nom           | País       | Temps       |
| ------- | ------------- | ---------- | ----------- |
| 1       | David Walters | Regne Unit | 17.8 segons |
| —       | Oscar Lemming | Suècia     | DNF         |

Sèrie 7
Un sol atleta a la sèrie fa que no es disputi la cursa.
| Posició | Nom             | País       | Temps  |
| ------- | --------------- | ---------- | ------ |
| 1       | William Knyvett | Regne Unit | Lliura |

Sèrie 8
Halbart passa sense córrer en la primera ronda.
| Posició | Nom             | País    | Temps  |
| ------- | --------------- | ------- | ------ |
| 1       | Fernand Halbart | Bèlgica | Lliura |

Sèrie 9
Ahearne passa sense córrer en la primera ronda.
| Posició | Nom         | País       | Temps  |
| ------- | ----------- | ---------- | ------ |
| 1       | Tim Ahearne | Regne Unit | Lliura |

Sèrie 10
Smithson guanya per deu iardes.
| Posició | Nom              | País         | Temps         |
| ------- | ---------------- | ------------ | ------------- |
| 1       | Forrest Smithson | Estats Units | 15.8 segons   |
| 2       | Nándor Kovács    | Hongria      | (17.2 segons) |

Sèrie 11
Blijstad cau i Hussey guanya fàcilment.
| Posició | Nom              | País       | Temps       |
| ------- | ---------------- | ---------- | ----------- |
| 1       | Eric Hussey      | Regne Unit | 16.8 segons |
| —       | Wilhelm Blijstad | Noruega    | DNF         |

Sèrie 12
Kinahan guanya fàcilment per deu iardes.
| Posició | Nom              | País       | Temps         |
| ------- | ---------------- | ---------- | ------------- |
| 1       | Cecil Kinahan    | Regne Unit | 16.8 segons   |
| 2       | Oscar Guttormsen | Noruega    | (18.2 segons) |

Sèrie 13
Howe supera a Leader en els darrers metres.
| Posició | Nom           | País         | Temps         |
| ------- | ------------- | ------------ | ------------- |
| 1       | Leonard Howe  | Estats Units | 15.8 segons   |
| 2       | Edward Leader | Regne Unit   | (16.1 segons) |

Sèrie 14
Shaw passa sense córrer en la primera ronda.
| Posició | Nom         | País         | Temps  |
| ------- | ----------- | ------------ | ------ |
| 1       | Arthur Shaw | Estats Units | Lliura |

### Semifinals
Les semifinals es disputaren el 24 de juliol de 1908. El vencedor de cadascuna de les quatre sèries passava a la final i en aquesta ocasió foren quatre estatunidencs.
Semifinal 1
Shaw pren la davantera en la primera de les tanques i guanya per cinc metres sobre Hussey.
| Posició | Nom              | País         | Temps         |
| ------- | ---------------- | ------------ | ------------- |
| 1       | Arthur Shaw      | Estats Units | 15.6 segons   |
| 2       | Eric Hussey      | Regne Unit   | (16.5 segons) |
| 3       | David Walters    | Regne Unit   | (16.9 segons) |
| 4       | Oswald Groenings | Regne Unit   | desconegut    |

Semifinal 2
Smithson guanya la sèrie igualant el rècord olímpic.
| Posició | Nom              | País         | Temps           |
| ------- | ---------------- | ------------ | --------------- |
| 1       | Forrest Smithson | Estats Units | 15.4 segons =OR |
| 2       | William Knyvett  | Regne Unit   | (15.6 segons)   |
| 3       | Leonard Howe     | Estats Units | (15.8 segons)   |

Semifinal 3
Healey lidera la major part de la cursa, amb Rand ben a prop i finalment el supera per un sol peu.
| Posició | Nom            | País         | Temps         |
| ------- | -------------- | ------------ | ------------- |
| 1       | William Rand   | Estats Units | 15.8 segons   |
| 2       | Alfred Healey  | Regne Unit   | (15.9 segons) |
| 3       | Laurence Kiely | Regne Unit   | desconegut    |
| 4       | Tim Ahearne    | Regne Unit   | desconegut    |

Semifinal 4
Halbert s'atura coix i Garrels guanya fàcilment per 15 iardes.
| Posició | Nom             | País         | Temps         |
| ------- | --------------- | ------------ | ------------- |
| 1       | John Garrels    | Estats Units | 15.8 segons   |
| 2       | Cecil Kinahan   | Regne Unit   | (17.5 segons) |
| —       | Fernand Halbert | Bèlgica      | DNF           |

### Final
Smithson supera còmodament els seus rivals i estableix un nou rècord del món.
| Posició | Nom              | País         | Temps          |
| ------- | ---------------- | ------------ | -------------- |
| 1       | Forrest Smithson | Estats Units | 15.0 segons WR |
| 2       | John Garrels     | Estats Units | (15.7 segons)  |
| 3       | Arthur Shaw      | Estats Units | (15.8 segons)  |
| 4       | William Rand     | Estats Units | (16.0 segons)  |